# Синя
Синя (рос. Сыня) — річка у Росії, ліва притока Обі, тече на заході Ямало-Ненецького автономного округу.

## Фізіографія
Синя утворюється злиттям річок Суха Синя (зліва) і Мокра Синя (справа) у Шуришкарському районі Ямало-Ненецького автономного округу біля східного підніжжя Полярного Уралу на висоті 53 м над рівнем моря. Обидві складові беруть початок за кількадесят кілометрів від цього місця на східному схилі головного хребта Уральських гір на висоті близько 800 м.
Вид витоку Синя досить довго тече по північно-західному краю Західно-Сибірської низовини на південь — південний захід у добре розробленій долині. Біля села Овгорт вона зливається з правою притокою Нес'єганом і робіть різкий заворот, приймаючи західний напрямок; її долина тут значно розширюється, а русло сягає 300 м завширки. У західному і північно-західному напрямку вона тече до села Святий Мис, де, за 30 км до гирла, повертає на північ. Останній відрізок свого курсу Синя тече на північ паралельно Малій Обі — західному рукави власне Обі — поступово зближуючись з нею; річки на цьому відрізку з'єднуються багатьма протоками і утворюють спільну заплаву шириною до 10 км, яка регулярно затоплюється під час весняної повені. Синя впадає у Малу Об навпроти села Новий Кієват на висоті 5 м над рівнем моря; у перед самим гирлом вона має більше 300 м завширшки, швидкість плину 0,4 м/c.
Верхів'я і середня течія Сині відділяється від долини Обі височиною Мужинський Урал — пасмом невисоких пагорбів з абсолютними висотами 200—280 м і довжиною 30–40 км.
Більшість значних приток впадає у Синю справа: Великий Тукшин, Волдеп'єган, Нес'єган, Лесмієган; ліві притоки Хабінейоган і Пожемаю зливаються з Синєю у верхів'ях, Мат'єган — незадовго до гирла.

## Гідрологія
Довжина річки 217 км (з Мокрою Синєю — 304 км), площа басейну 13 500 км². Середньорічний стік, виміряний за 88 км від гирла біля поселення Овгорт у 1965—1998 роках, становить 96 м³/с. Багаторічний мінімум стоку спостерігається у березні (3,43 м³/с), максимум — у червні (348 м³/с). За період спостережень абсолютний мінімум місячного стоку (0,62 м³/с) спостерігався у квітні 1998 року, абсолютний максимум (831 м³/с) — у червні 1978.
Синя замерзає у жовтні, скресає у травні. Живлення мішане з переважанням снігового.

## Інфраструктура
Синя судноплавна на 90 км від гирла до села Овгорт.
Басейн Сині знаходиться повністю в межах Шуришкарського району Ямало-Ненецького автономного округу. Місцевість по берегам Сині населена досить рідко, але існує кілька невеликих поселень: Мугорт, Тільтім, Хорпунгорт, Оволинггорт, Витвожгорт, Овгорт, Ямгорт, Святий Мис, Сохинпол; Новий Кієват знаходиться на Малій Обі навпроти гирла Сині. Деякі з поселень на річці відвідуються жителями лише влітку, переважно під час нересту промислових риб.
У басейні Сині існують лише ґрунтові дороги поганої якості, проїзні тільки на тракторах; перевезення відбуваються влітку річковим транспортом, взимку — автомобільним по автозимниках — сезонних дорогах, прокладених по руслах замерзлих річок.